# Prosika (kanal)
Prosika je kanal koji je prokopan 1770. godine radi melioriranja močvarnog i zaraslog Vranskog polja. Posao je započeo knez Franjo Borelli Vranski, a nastavili njegovi potomci. Prvi je hidrotehnički zahvat.
Radovi na prokopu kanala počeli su 1752. godine.
Kad je kanal prokopan, razina Vranskog jezera pala je za stalno za tri metra, a vodeni val koji je tad nastao, završio je sve do Betine na obližnjem otoku Murteru. Kanal je omogućio preporod vranskog feuda. Prvotna širina kanala bila je 4 metra i bio je znatno plići nego danas.
Koncem 19. stoljeća kanal više nije bio dovoljno propustan, pa su izvedeni novi radovi kojima je kanal neznatno produbljen. 
Godine 1948. postavljen je konačni profil kanala širine 8 metara i praga od 30 centimetara iznad mora. 
Na ušću Prosike u more instaliran je "depožit", od čega su danas ostali samo ostatci. Depožit je bio namijenjen za izlov migratornih vrsta (jegulje i cipla) te šarana u mrijestu.